# Жан Тіссен
Жан Тіссен (фр. Jean Thissen, нар. 21 квітня 1946, Верв'є, Бельгія) — бельгійський футболіст, що грав на позиції захисника. Виступав за національну збірну Бельгії. По завершенні ігрової кар'єри — тренер.
Триразовий чемпіон Бельгії. Чотириразовий володар Кубка Бельгії. Дворазовий володар Кубка Кубків УЄФА. Дворазовий володар Суперкубка УЄФА.

## Клубна кар'єра
У дорослому футболі дебютував 1965 року виступами за команду клубу «Стандард» (Льєж), в якій провів дев'ять сезонів, взявши участь у 180 матчах чемпіонату. За цей час тричі виборював титул чемпіона Бельгії.
1974 року перейшов до клубу «Андерлехт», за який відіграв п'ять сезонів. Більшість часу, проведеного у складі «Андерлехта», був основним гравцем захисту команди. За цей час додав до переліку своїх трофеїв два титули володаря Кубка Кубків УЄФА, ставав володарем Суперкубка УЄФА (також двічі). Завершив кар'єру футболіста виступами за команду «Андерлехт» у 1979 році.

## Виступи за збірну
1968 року дебютував в офіційних матчах у складі національної збірної Бельгії. Протягом кар'єри у національній команді, яка тривала десять років, провів у формі головної команди країни 34 матчі.
У складі збірної був учасником чемпіонату світу 1970 року у Мексиці, чемпіонату Європи 1972 року у Бельгії, на якому команда здобула бронзові нагороди.

## Кар'єра тренера
Розпочав тренерську кар'єру, повернувшись до футболу після тривалої перерви, 1991 року, очоливши тренерський штаб клубу «Серветт». 1992 року став головним тренером збірної Габону, яку тренував два роки.
Згодом протягом 2000—2000 років очолював тренерський штаб клубу «Стандард» (Льєж). Протягом тренерської кар'єри також очолював команди клубів «Юніон», «Раджа» (Касабланка), «Стад Тунізьєн», «Віртон» та «МК Алжир».
Наразі останнім місцем тренерської роботи була збірна Того, головним тренером якої Жан Тіссен був протягом 2009 року.

## Досягнення

### Як гравця
- Чемпіон Бельгії:

«Стандард» (Льєж): 1968–69, 1969–70, 1970–71
- Володар Кубка Бельгії:

«Стандард» (Льєж): 1965–66, 1966–67
«Андерлехт»: 1974–75, 1975–76
- Володар Кубка Кубків УЄФА:

«Андерлехт»: 1975–76, 1977–78
- Володар Суперкубка Європи:

«Андерлехт»: 1976, 1978